# Пфалцграф на Лотарингия

## ПфалцграфовенаХерцогство Лотарингия
- Вигерих (* 915; † пр. 921/922) пфалцграф на Лотарингия (от 915/916), граф в Бидгау (902 и 909) (Вигерихиди)
- Готфрид фон Юлих (* 905 † 1 юни сл. 949) пфалцграф на Лотарингия (от 923 г. заместник на тъста му крал Шарл III), граф в Юлихгау (Матфриди)

От 985 г. Пфалцграфството Лотарингия е към фамилията на Ецоните:
- Херман I († пр. 996) пфалцграф от 985, граф в Бонгау, Айфелгау, Цюлпихгау и в Ауелгау.
- Ецо († 1034), 1020 пфалцграф на Лотарингия, син на Херман I. Жени се за Матилда Швабска, дъщеря на император Ото II (Лиудолфинги).
- Ото, 1035–1045 пфалцграф на Лотарингия, като Ото II херцог на Швабия 1045–1047, син на Ецо.
- Хайнрих I, пфалцграф на Лотарингия 1045–1061, син на Хецелин (граф в Цюлпихгау), брат на Ецо.
- Херман II, пфалцграф на Лотарингия 1061–1085, син на пфалцграф Хайнрих I.

След смъртта на Херман II от Лотарингия неговата вдовица Аделхайд от Ваймар-Орламюнде († 1100) от фамилията Люксембурги се омъжва за Хайнрих II от Лаах, който е пфалцграф между 1085/1087 г. Пфалцграфство Лотарингия отива към Пфалцграфство при Рейн.